# Nati nel 1989/Luglio
| Questa pagina contiene informazioni ricavate automaticamente dalle voci biografiche con l'ausilio del template Bio e di un bot. L'aggiornamento è periodico e automatico e ricostruisce completamente la pagina. Se manca una persona in questa lista, sei pregato di non aggiungerla, ma accertati piuttosto che la sua voce biografica contenga il template Bio e che i dati anagrafici siano correttamente compilati. Se il template Bio manca, inseriscilo tu stesso o, in alternativa, metti l'avviso {{tmp\|Bio}} che ne segnala la mancanza. Se i dati riportati sono sbagliati, correggi direttamente la voce biografica; le modifiche saranno visibili in questa lista entro pochi giorni. Per chiarimenti vedi il progetto biografie. La lista contiene solo le 538 persone che sono citate nell'enciclopedia e per le quali è stato implementato correttamente il template Bio. Pagina aggiornata al 18 ago 2025. |

- 1º luglio - Gabriel Avilés, ex calciatore nicaraguense
- 1º luglio - Kent Bazemore, cestista statunitense
- 1º luglio - Farouk Ben Mustapha, calciatore tunisino
- 1º luglio - Nathanaël Berthon, pilota automobilistico francese
- 1º luglio - Mehdi Carcela-González, ex calciatore belga
- 1º luglio - Maria Comegna, attrice italiana
- 1º luglio - Orazio Cremona, pesista sudafricano
- 1º luglio - Blas Cáceres, calciatore paraguaiano
- 1º luglio - Mitch Hewer, attore britannico
- 1º luglio - Miran Khasro, calciatore iracheno
- 1º luglio - Kevin Kühnert, politico tedesco
- 1º luglio - Teheivarii Ludivion, calciatore francese
- 1º luglio - Hannah Murray, attrice britannica
- 1º luglio - Daniel Ricciardo, ex pilota automobilistico australiano
- 1º luglio - Simon Schwetz, giocatore di football americano tedesco
- 1º luglio - Tom-Jelte Slagter, ex ciclista su strada olandese
- 1º luglio - Devon Still, ex giocatore di football americano statunitense
- 1º luglio - Brandon Taylor, scrittore statunitense
- 1º luglio - Roberto Valbuzzi, cuoco e conduttore televisivo italiano
- 2 luglio - Jo Sondre Aas, allenatore di calcio e calciatore norvegese
- 2 luglio - Lucinda Brand, ciclista su strada e ciclocrossista olandese
- 2 luglio - Tyler De Nawi, attore e ballerino australiano
- 2 luglio - Dev, cantautrice e rapper statunitense
- 2 luglio - Michael Dunigan, ex cestista statunitense
- 2 luglio - Jefferson Gomes Pessoa, giocatore di calcio a 5 brasiliano
- 2 luglio - Valentín Grimalt, hockeista su pista argentino
- 2 luglio - Nadežda Grišaeva, ex cestista russa
- 2 luglio - Ben Jones, giocatore di football americano statunitense
- 2 luglio - Josh LeRibeus, giocatore di football americano statunitense
- 2 luglio - Gilda Lombardo, pallavolista italiana
- 2 luglio - Alex Morgan, ex calciatrice statunitense
- 2 luglio - Aiman Napoli, calciatore italiano
- 2 luglio - François Place, ex sciatore alpino e sciatore freestyle francese
- 2 luglio - Camila Ramírez, politica uruguaiana
- 2 luglio - João Carlos Reis Graça, calciatore portoghese
- 2 luglio - Ika Yuliana Rochmawati, ex arciera indonesiana
- 2 luglio - Taygun Sungar, attore turco
- 2 luglio - Denis Tkačuk, calciatore russo
- 2 luglio - Marianna Tolo, cestista australiana
- 2 luglio - Alpha Wann, rapper francese
- 3 luglio - Amer Abdulrahman, ex calciatore emiratino
- 3 luglio - Neri Bandiera, calciatore argentino
- 3 luglio - Mathieu Bauderlique, pugile francese
- 3 luglio - Iván Bolado, ex calciatore spagnolo
- 3 luglio - Jamie Browne, calciatore americo-verginiano
- 3 luglio - Emma Coronel Aispuro, modella statunitense
- 3 luglio - Kevin van Diermen, ex calciatore olandese
- 3 luglio - Duan Yingying, tennista cinese
- 3 luglio - Kenny Gabriel, cestista statunitense
- 3 luglio - Juan Daniel Galeano, calciatore argentino
- 3 luglio - Joey Janela, wrestler statunitense
- 3 luglio - Kento Kaku, attore giapponese
- 3 luglio - Jean-Armel Kana-Biyik, ex calciatore francese
- 3 luglio - Vladimir Chozin, calciatore russo
- 3 luglio - Elle King, cantautrice e attrice statunitense
- 3 luglio - Jocelyne Lamoureux, hockeista su ghiaccio statunitense
- 3 luglio - Monique Lamoureux, hockeista su ghiaccio statunitense
- 3 luglio - Marina Łuczenko, attrice, cantante e modella polacca
- 3 luglio - Christopher Mfuyi, calciatore svizzero
- 3 luglio - Aysel Məmmədova, cantante, pianista e compositrice azera
- 3 luglio - Ivan Nagayev, ex calciatore uzbeko
- 3 luglio - Judith Pietersen, ex pallavolista olandese
- 3 luglio - Tania Schatow, pallavolista statunitense
- 3 luglio - Godfrey Walusimbi, ex calciatore ugandese
- 4 luglio - Stefan Bacher, hockeista su ghiaccio austriaco
- 4 luglio - Benjamin Büchel, calciatore liechtensteinese
- 4 luglio - Nikola Čelebić, ex calciatore montenegrino
- 4 luglio - Emily Coutts, attrice canadese
- 4 luglio - Luca Cunti, hockeista su ghiaccio svizzero
- 4 luglio - Vojtěch Engelmann, calciatore ceco
- 4 luglio - Ignacio Fideleff, ex calciatore argentino
- 4 luglio - Patrick Groetzki, pallamanista tedesco
- 4 luglio - Benjamin Hübner, ex calciatore tedesco
- 4 luglio - Rodgers Kola, calciatore zambiano
- 4 luglio - Mark Lyons, cestista statunitense
- 4 luglio - Marvin McNutt, ex giocatore di football americano e allenatore di football americano statunitense
- 4 luglio - Alyssa Miller, supermodella statunitense
- 4 luglio - Giulia Pegoraro, ex cestista italiana
- 4 luglio - Andreas Romar, ex sciatore alpino finlandese
- 4 luglio - Fabiana da Silva Simões, calciatrice brasiliana
- 4 luglio - Christian Standhardinger, cestista tedesco
- 4 luglio - Aleksandr Stavpec, calciatore russo
- 4 luglio - Yoon Doo-joon, cantante e attore sudcoreano
- 5 luglio - Hiroyuki Abe, ex calciatore giapponese
- 5 luglio - Stéphane Agbre Dasse, ex calciatore ivoriano
- 5 luglio - Charlie Austin, calciatore inglese
- 5 luglio - Sergej Avagimjan, ex calciatore russo
- 5 luglio - Daniel Bartl, calciatore ceco
- 5 luglio - Marcos Cabot, cestista uruguaiano
- 5 luglio - Aleksej Catevič, ciclista su strada russo († 2024)
- 5 luglio - Adam Cole, wrestler statunitense
- 5 luglio - Giōrgos Efraim, ex calciatore cipriota
- 5 luglio - Hanna Falk, fondista svedese
- 5 luglio - Alëna Fomina, tennista ucraina
- 5 luglio - Rostyslav Hercyk, schermidore ucraino
- 5 luglio - Serhij Javors'kyj, calciatore ucraino
- 5 luglio - Dwight King, hockeista su ghiaccio canadese
- 5 luglio - Sjinkie Knegt, pattinatore di short track olandese
- 5 luglio - Koro Koné, calciatore ivoriano
- 5 luglio - Dejan Lovren, calciatore croato
- 5 luglio - Lizzie Marvelly, cantautrice, giornalista e mezzosoprano neozelandese
- 5 luglio - Ixtiyor Navro'zov, lottatore uzbeko
- 5 luglio - Sean O'Pry, supermodello statunitense
- 5 luglio - Bruno Romanutti, pallavolista argentino
- 5 luglio - Malcolm Smith, ex giocatore di football americano statunitense
- 5 luglio - Tomokazu Sueyoshi, ex giocatore di football americano giapponese
- 5 luglio - Miguel Tanton, ex calciatore statunitense
- 5 luglio - Oleg Zoteyev, calciatore uzbeko
- 6 luglio - Carolus Andriamatsinoro, calciatore malgascio
- 6 luglio - Nikita Burmistrov, calciatore russo
- 6 luglio - Pierluigi Gigante, attore italiano
- 6 luglio - Paula Guilló, modella spagnola
- 6 luglio - Elias Harris, cestista tedesco
- 6 luglio - Joo Min-kyung, attrice sudcoreana
- 6 luglio - Christopher Juul Jensen, ciclista su strada danese
- 6 luglio - Matt Kalil, giocatore di football americano statunitense
- 6 luglio - Li Ling, astista cinese
- 6 luglio - Lucas Mancinelli, calciatore argentino
- 6 luglio - Ryan Miller, giocatore di football americano statunitense
- 6 luglio - Madara Onužāne, altista lettone
- 6 luglio - Srđan Stanić, ex calciatore bosniaco
- 6 luglio - Patrick Terer, maratoneta e siepista keniota
- 6 luglio - Jabara Williams, ex giocatore di football americano statunitense
- 7 luglio - Alessandro Amitrano, politico italiano
- 7 luglio - Quentin Bernard, calciatore francese
- 7 luglio - Mauro dos Santos, calciatore argentino
- 7 luglio - Jamie Johnston, attore e cantautore canadese
- 7 luglio - Kim Bum, attore, modello e cantante sudcoreano
- 7 luglio - Jeremy López, calciatore gibilterriano
- 7 luglio - Nikola Marković, cestista serbo
- 7 luglio - Giovanny Martínez, ex calciatore colombiano
- 7 luglio - Timo Pielmeier, hockeista su ghiaccio tedesco
- 7 luglio - Fernando Raposo, cestista francese
- 7 luglio - Chris Reed, danzatore su ghiaccio giapponese († 2020)
- 7 luglio - Keenan Robinson, ex giocatore di football americano statunitense
- 7 luglio - Karl-August Tiirmaa, ex combinatista nordico estone
- 8 luglio - Dmitrij Abakumov, calciatore russo
- 8 luglio - Roberta Bianconi, pallanuotista italiana
- 8 luglio - Sorin Bușu, calciatore rumeno
- 8 luglio - Samoel Cojoc, ex calciatore rumeno
- 8 luglio - Yarden Gerbi, judoka israeliana
- 8 luglio - Šime Gregov, calciatore croato
- 8 luglio - Tor Marius Gromstad, calciatore norvegese († 2012)
- 8 luglio - Lamar Holmes, giocatore di football americano statunitense
- 8 luglio - Stevan Jelovac, cestista serbo († 2021)
- 8 luglio - Emma Kimiläinen, pilota automobilistica finlandese
- 8 luglio - Mark LeGree, ex giocatore di football americano statunitense
- 8 luglio - René Pitter, ex calciatore austriaco
- 8 luglio - Rakim Sanders, ex cestista statunitense
- 8 luglio - Oliver Savile, attore britannico
- 8 luglio - Tyron Stewart, ex lunghista statunitense
- 8 luglio - Joey Suk, calciatore olandese
- 9 luglio - Cole Alexander, calciatore sudafricano
- 9 luglio - Ronaldo Alves, calciatore brasiliano
- 9 luglio - Gal Arel, allenatore di calcio e ex calciatore israeliano
- 9 luglio - Giorgia Benecchi, astista e ex ginnasta italiana
- 9 luglio - Lucia Bosetti, ex pallavolista italiana
- 9 luglio - Ousmane Coulibaly, ex calciatore francese
- 9 luglio - Charley Fomen, ex calciatore camerunese
- 9 luglio - Paweł Kal, ex calciatore polacco
- 9 luglio - Roman Koudelka, saltatore con gli sci ceco
- 9 luglio - Deniz Naki, calciatore tedesco
- 9 luglio - Jordan Owens, calciatore nordirlandese
- 9 luglio - Henry Pyrgos, rugbista a 15 britannico
- 9 luglio - Dani Schahin, ex calciatore ucraino
- 9 luglio - Zeynep Sever, modella belga
- 10 luglio - Akeem Ayers, giocatore di football americano statunitense
- 10 luglio - Alan Douglas Borges de Carvalho, calciatore brasiliano
- 10 luglio - Chris Greenwood, ex giocatore di football americano statunitense
- 10 luglio - Davon House, ex giocatore di football americano statunitense
- 10 luglio - Cameron Jordan, giocatore di football americano statunitense
- 10 luglio - İsmail Köybaşı, calciatore turco
- 10 luglio - Vincent Manceau, calciatore francese
- 10 luglio - Ahmad Massoud, politico e generale afghano
- 10 luglio - Glen Trifiro, calciatore australiano
- 10 luglio - Carlos Zambrano, calciatore peruviano
- 11 luglio - Au Yeung Yiu Chung, calciatore hongkonghese
- 11 luglio - Marco Baixinho, calciatore portoghese
- 11 luglio - Rachael Blackmore, fantina irlandese
- 11 luglio - Sebastian Cojocnean, ex calciatore rumeno
- 11 luglio - Konrad Czerniak, nuotatore polacco
- 11 luglio - Dennis Daube, ex calciatore tedesco
- 11 luglio - Edward Dawkins, ex pistard neozelandese
- 11 luglio - Shareeka Epps, attrice statunitense
- 11 luglio - Aden Flint, calciatore inglese
- 11 luglio - David Henrie, attore statunitense
- 11 luglio - Marcel Hernández, calciatore cubano
- 11 luglio - Laura Herrera, ex cestista spagnola
- 11 luglio - Felix Hoffmann, cestista tedesco
- 11 luglio - Big Swole, wrestler statunitense
- 11 luglio - John Jenkins, giocatore di football americano statunitense
- 11 luglio - Aljaksej Kazloŭ, ex calciatore bielorusso
- 11 luglio - Martin Kližan, tennista slovacco
- 11 luglio - Kinnie Laisné, tennista francese
- 11 luglio - Hana Pestle, cantautrice e musicista statunitense
- 11 luglio - Vladimir Polujachtov, ex calciatore russo
- 11 luglio - Álvaro Rey, calciatore spagnolo
- 11 luglio - Tobias Sana, calciatore svedese
- 11 luglio - Rosana Simón, taekwondoka spagnola
- 11 luglio - Jaime Smith, ex cestista statunitense
- 11 luglio - János Szabó, calciatore ungherese
- 11 luglio - Jarrad Weeks, ex cestista e allenatore di pallacanestro australiano
- 11 luglio - Zheng Zheng, calciatore cinese
- 12 luglio - Mickaël Alphonse, ex calciatore francese
- 12 luglio - Mark Borowiecki, ex hockeista su ghiaccio canadese
- 12 luglio - Alejandro Camargo, calciatore argentino
- 12 luglio - Rose Chelimo, maratoneta e mezzofondista keniota
- 12 luglio - Mirko Eramo, calciatore italiano
- 12 luglio - Vladan Giljen, calciatore montenegrino
- 12 luglio - Vital' Hajdučyk, ex calciatore bielorusso
- 12 luglio - Rodney Hudson, giocatore di football americano statunitense
- 12 luglio - Overwerk, disc jockey e produttore discografico canadese
- 12 luglio - Ivan Karadžov, ex calciatore bulgaro
- 12 luglio - Hilary Knight, hockeista su ghiaccio statunitense
- 12 luglio - Marina Mesure, politica francese
- 12 luglio - Kellen Moore, ex giocatore di football americano statunitense
- 12 luglio - Nick Palmieri, ex hockeista su ghiaccio statunitense
- 12 luglio - Phoebe Tonkin, attrice australiana
- 12 luglio - Svjatlana Val'ko, cestista bielorussa
- 13 luglio - Jack Bobridge, ex pistard e ciclista su strada australiano
- 13 luglio - Skyler Bowlin, cestista statunitense
- 13 luglio - Leon Bridges, cantautore statunitense
- 13 luglio - Juan Fernando Caicedo, calciatore colombiano
- 13 luglio - Justin Chua, cestista filippino
- 13 luglio - Ilenia Draisci, velocista italiana
- 13 luglio - Elkeson, ex calciatore brasiliano
- 13 luglio - Charīs Giannopoulos, cestista greco
- 13 luglio - Kim Kee-hee, calciatore sudcoreano
- 13 luglio - Klára Křížová, ex sciatrice alpina ceca
- 13 luglio - Luca Marconi, pilota motociclistico italiano
- 13 luglio - Reinieri Mayorquín, calciatore honduregno
- 13 luglio - Sayumi Michishige, modella e cantante giapponese
- 13 luglio - Patrick Mortensen, calciatore danese
- 13 luglio - Tamás Rubus, calciatore ungherese
- 13 luglio - Haboush Saleh, calciatore emiratino
- 13 luglio - Eugen Slivca, ex calciatore moldavo
- 13 luglio - Brandon Spearman, cestista statunitense
- 13 luglio - Mary Joy Tabal, maratoneta filippina
- 13 luglio - Tony Taylor, ex calciatore statunitense
- 13 luglio - Olivia Vivian, ginnasta australiana
- 13 luglio - John Wilkins, ex cestista statunitense
- 13 luglio - Saša Čađo, cestista serba
- 14 luglio - Angie Bjorklund, cestista statunitense
- 14 luglio - Georges Bokwé, calciatore camerunese
- 14 luglio - Andre Branch, giocatore di football americano statunitense
- 14 luglio - Jhony Cano, calciatore colombiano
- 14 luglio - Sean Flynn, attore e chitarrista statunitense
- 14 luglio - James Hanna, giocatore di football americano statunitense
- 14 luglio - Sakari Mattila, ex calciatore finlandese
- 14 luglio - Rolando McClain, giocatore di football americano statunitense
- 14 luglio - Kōnstantinos Mintikkīs, ex calciatore cipriota
- 14 luglio - Jonathan Nordbotten, ex sciatore alpino norvegese
- 14 luglio - Cristian Poglajen, pallavolista argentino
- 14 luglio - Clemens Rapp, nuotatore tedesco
- 14 luglio - Suphawut Thueanklang, giocatore di calcio a 5 thailandese
- 14 luglio - Alisha Wainwright, attrice statunitense
- 15 luglio - Serena Bona, cestista italiana
- 15 luglio - Jana Gantnerová, ex sciatrice alpina slovacca
- 15 luglio - Peter Gojowczyk, ex tennista tedesco
- 15 luglio - Alisa Klejbanova, ex tennista russa
- 15 luglio - Yessy Mena, calciatore colombiano
- 15 luglio - Masaki Miyasaka, ex calciatore giapponese
- 15 luglio - Stefano Muroni, attore e sceneggiatore italiano
- 15 luglio - Anthony Randolph, ex cestista statunitense
- 15 luglio - Isaura Santos, cantante e compositrice portoghese
- 15 luglio - Pascal Schürpf, calciatore svizzero
- 15 luglio - Diego Ulissi, ciclista su strada italiano
- 15 luglio - Lala Wane, ex cestista senegalese
- 15 luglio - Tristan Wilds, attore e cantante statunitense
- 16 luglio - Marco Agostino, danzatore italiano
- 16 luglio - Rabih Ataya, calciatore libanese
- 16 luglio - Gareth Bale, ex calciatore gallese
- 16 luglio - Tony Bishop, cestista statunitense
- 16 luglio - Virginie Brémont, cestista francese
- 16 luglio - Vladimir Orlando Cardoso de Araújo Filho, calciatore brasiliano
- 16 luglio - Azubuike Egwuekwe, ex calciatore nigeriano
- 16 luglio - Kim Woo-bin, attore e modello sudcoreano
- 16 luglio - Sadiel Rojas, cestista statunitense
- 17 luglio - Nosh A Lody, ex calciatore congolese (Repubblica Democratica del Congo)
- 17 luglio - Francesca Amato, pugile italiana
- 17 luglio - Burak Eris, calciatore liechtensteinese
- 17 luglio - Ștefan Iulius Gavril, mezzofondista rumeno
- 17 luglio - Davit' Grigoryan, ex calciatore armeno
- 17 luglio - Ashley Mckenzie, judoka britannico
- 17 luglio - Meng Suping, sollevatrice cinese
- 17 luglio - Anes Mravac, allenatore di calcio e ex calciatore svedese
- 17 luglio - Giuseppe Alessio Nuzzo, regista e sceneggiatore italiano
- 17 luglio - Pan Feihong, canottiera cinese
- 17 luglio - Andrew Shinnie, calciatore scozzese
- 17 luglio - Evelyn Verrasztó, nuotatrice ungherese
- 18 luglio - Semën Antonov, cestista russo
- 18 luglio - Aljaž Bedene, ex tennista sloveno
- 18 luglio - Jamie Benn, hockeista su ghiaccio canadese
- 18 luglio - Belony Dumas, calciatore francese
- 18 luglio - Julián Fernández, calciatore argentino
- 18 luglio - Mthulisi Maphosa, calciatore zimbabwese
- 18 luglio - Mandla Masango, ex calciatore sudafricano
- 18 luglio - Sebastian Mielitz, calciatore tedesco
- 18 luglio - Yohan Mollo, calciatore francese
- 18 luglio - Alice Nesti, nuotatrice italiana
- 18 luglio - Tanguy Ngombo, cestista qatariota
- 18 luglio - Roc Oliva, hockeista su prato spagnolo
- 18 luglio - Bhumi Pednekar, attrice indiana
- 18 luglio - Jens Podevijn, ex calciatore belga
- 18 luglio - Sebastian Ryall, ex calciatore australiano
- 18 luglio - Arisa Satō, ex pallavolista giapponese
- 18 luglio - Melanie Schwarz, slittinista italiana
- 18 luglio - Dmitrij Solov'ëv, danzatore su ghiaccio russo
- 18 luglio - Maria Ugolkova, ex nuotatrice russa
- 18 luglio - Boris Živanović, calciatore serbo
- 19 luglio - Alessandro Bianchi, calciatore sammarinese
- 19 luglio - Rafael Caroca, calciatore cileno
- 19 luglio - Patrick Corbin, giocatore di baseball statunitense
- 19 luglio - Jonte Green, ex giocatore di football americano statunitense
- 19 luglio - Hasan Hatipoğlu, calciatore turco
- 19 luglio - Anthony, cantante italiano
- 19 luglio - Rancore, rapper italiano
- 19 luglio - Reika Kakiiwa, ex giocatrice di badminton giapponese
- 19 luglio - Levan Kutalia, calciatore georgiano
- 19 luglio - Igor Martínez, ex calciatore spagnolo
- 19 luglio - Taisuke Nakamura, ex calciatore giapponese
- 19 luglio - Neto Murara, calciatore brasiliano
- 19 luglio - Cornelius Stewart, calciatore sanvincentino
- 19 luglio - Carolyn Swords, ex cestista statunitense
- 19 luglio - Mikel Úriz, cestista spagnolo
- 19 luglio - Rune Velta, ex saltatore con gli sci norvegese
- 20 luglio - Rajae Bezzaz, conduttrice radiofonica e personaggio televisivo italiana
- 20 luglio - Brooke Candy, cantante e rapper statunitense
- 20 luglio - Rotnei Clarke, cestista statunitense
- 20 luglio - Javier Cortés, ex calciatore messicano
- 20 luglio - Elton Constantino da Silva, calciatore brasiliano
- 20 luglio - Erico Constantino da Silva, calciatore brasiliano
- 20 luglio - Thiago Galhardo, calciatore brasiliano
- 20 luglio - Julija Gavrilova, schermitrice russa
- 20 luglio - Jurij Gazinskij, calciatore russo
- 20 luglio - Delvon Johnson, cestista statunitense
- 20 luglio - Mark McNally, dirigente sportivo, ex ciclista su strada e pistard britannico
- 20 luglio - Thomas Oldrati, pilota motociclistico italiano
- 20 luglio - Cristian Pasquato, calciatore italiano
- 20 luglio - Mr. Polska, rapper polacco
- 20 luglio - Rose Villain, cantautrice e rapper italiana
- 20 luglio - Matt Walter, ex giocatore di football americano canadese
- 20 luglio - Tayler Wiles, ex ciclista su strada statunitense
- 20 luglio - Moussa Yedan, calciatore burkinabé
- 21 luglio - Abdulwahab Al Malood, calciatore bahreinita
- 21 luglio - Erick Andino, calciatore honduregno
- 21 luglio - Miro Bilan, cestista croato
- 21 luglio - Jasmine Cephas Jones, attrice e cantante statunitense
- 21 luglio - Ali Cobrin, attrice statunitense
- 21 luglio - Rory Culkin, attore statunitense
- 21 luglio - Mike Dawes, chitarrista inglese
- 21 luglio - Vesna Dolonc, ex tennista russa
- 21 luglio - Marvin Esor, ex calciatore francese
- 21 luglio - Marco Fabián, calciatore messicano
- 21 luglio - Chris Gunter, ex calciatore gallese
- 21 luglio - Preslav Jordanov, calciatore bulgaro
- 21 luglio - Mihail Kadžaja, lottatore georgiano
- 21 luglio - Antti-Jussi Kemppainen, sciatore freestyle finlandese
- 21 luglio - Tim Lelito, giocatore di football americano statunitense
- 21 luglio - Rafael López, giocatore di calcio a 5 spagnolo
- 21 luglio - José Alberto Mendoza, calciatore honduregno
- 21 luglio - Brian Perk, ex calciatore statunitense
- 21 luglio - Massimiliano Prandi, ex pallavolista italiano
- 21 luglio - Rodrigo Rojo, ex calciatore uruguaiano
- 21 luglio - Kofi Schulz, calciatore tedesco
- 21 luglio - Seo Jae-duck, pallavolista sudcoreano
- 21 luglio - Pedrito Sierra, pallavolista portoricano
- 21 luglio - Agneya Singh, regista indiano
- 21 luglio - Juno Temple, attrice britannica
- 21 luglio - Giedrius Titenis, ex nuotatore lituano
- 21 luglio - Ognjen Todorović, calciatore bosniaco
- 21 luglio - Ömer Toprak, ex calciatore turco
- 21 luglio - Ryley Walker, cantautore e chitarrista statunitense
- 21 luglio - Jamie Waylett, attore britannico
- 21 luglio - Harm Zeinstra, ex calciatore olandese
- 21 luglio - Furhgill Zeldenrust, calciatore olandese
- 22 luglio - Israel Adesanya, artista marziale misto, kickboxer e ex pugile nigeriano
- 22 luglio - Albin, cantante e rapper svedese
- 22 luglio - Keegan Allen, attore e cantante statunitense
- 22 luglio - Davide Ancelotti, allenatore di calcio italiano
- 22 luglio - Emmanouela Androulakī, ex cestista greca
- 22 luglio - Miguel Brocca, attore e modello messicano
- 22 luglio - Edgar Çani, calciatore albanese
- 22 luglio - Freddy Coronel, calciatore paraguaiano
- 22 luglio - Erixon Danso, ex calciatore olandese
- 22 luglio - Grant Gibbs, allenatore di pallacanestro e ex cestista statunitense
- 22 luglio - Svenja Greunke, cestista tedesca
- 22 luglio - Aleksandr Ivanov, sollevatore russo
- 22 luglio - Mohammed Jamal, calciatore emiratino
- 22 luglio - Daryl Janmaat, ex calciatore olandese
- 22 luglio - Tanju Kayhan, ex calciatore austriaco
- 22 luglio - Volodymyr Korobka, ex calciatore ucraino
- 22 luglio - Leandro Damião, ex calciatore brasiliano
- 22 luglio - Rory MacDonald, artista marziale misto canadese
- 22 luglio - Ralf de Pagter, cestista olandese
- 22 luglio - Andressa Picussa, pallavolista brasiliana
- 22 luglio - Véronique Pierron, pattinatrice di short track francese
- 22 luglio - Yon Tumarkin, attore israeliano
- 22 luglio - Walter Henrique da Silva, calciatore brasiliano
- 22 luglio - Keith Wright, cestista statunitense
- 22 luglio - Nádson da Silva Almeida, calciatore brasiliano
- 23 luglio - Angela Bensend, pallavolista statunitense
- 23 luglio - Gabrijel Boban, calciatore croato
- 23 luglio - Rinat Dzhumabaev, scacchista kazako
- 23 luglio - Elsa Eduardo, cestista angolana
- 23 luglio - Kim Ekdahl du Rietz, ex pallamanista svedese
- 23 luglio - Harris English, golfista statunitense
- 23 luglio - Daniel Radcliffe, attore britannico
- 23 luglio - Víctor Rodríguez Romero, ex calciatore spagnolo
- 23 luglio - K.J. Wright, ex giocatore di football americano statunitense
- 23 luglio - Mohammad Karim Yaqoot, mezzofondista afghano
- 23 luglio - Donald Young, ex tennista statunitense
- 24 luglio - Hamad Al Doseri, calciatore bahreinita
- 24 luglio - D.J. Campbell, giocatore di football americano statunitense
- 24 luglio - Eko Irawan, sollevatore indonesiano
- 24 luglio - Kim Tae-hwan, calciatore sudcoreano
- 24 luglio - Felix Loch, slittinista tedesco
- 24 luglio - Evgenij Makeev, calciatore russo
- 24 luglio - Marcos Martins dos Anjos, calciatore brasiliano
- 24 luglio - Mike Pouncey, ex giocatore di football americano statunitense
- 24 luglio - Maurkice Pouncey, ex giocatore di football americano statunitense
- 24 luglio - Sloan Privat, calciatore francese
- 24 luglio - Júnior Viçosa, calciatore brasiliano
- 25 luglio - Andrew Caldwell, attore statunitense
- 25 luglio - Kristian Dacey, rugbista a 15 britannico
- 25 luglio - Charlotte Désert, attrice francese
- 25 luglio - Janine Flock, skeletonista austriaca
- 25 luglio - Victor Hogan, discobolo sudafricano
- 25 luglio - Ken Horton, cestista statunitense
- 25 luglio - Kang A-jeong, cestista sudcoreana
- 25 luglio - Gabriela Koeva, pallavolista bulgara
- 25 luglio - Andrea Limbacher, ex sciatrice alpina e sciatrice freestyle austriaca
- 25 luglio - Luka Majcen, calciatore sloveno
- 25 luglio - Xavier Mercier, ex calciatore francese
- 25 luglio - Marko Mićević, ex cestista serbo
- 25 luglio - Riki Nakaya, judoka giapponese
- 25 luglio - Rabiola, ex calciatore portoghese
- 25 luglio - Kōji Suzuki, calciatore giapponese
- 25 luglio - Blair Tuke, velista neozelandese
- 25 luglio - Natal'ja Vieru, ex cestista russa
- 25 luglio - Brad Wanamaker, ex cestista statunitense
- 26 luglio - Laura Agard, calciatrice francese
- 26 luglio - Suguru Awaji, schermidore giapponese
- 26 luglio - Giacomo Beltrametti, ex hockeista su ghiaccio svizzero
- 26 luglio - Alexandru Dedov, calciatore moldavo
- 26 luglio - Mamadou Diawara, calciatore francese
- 26 luglio - Martin Elvestad, ex calciatore norvegese
- 26 luglio - Jeon Yeo-been, attrice sudcoreana
- 26 luglio - Kemal Karahodžić, cestista serbo
- 26 luglio - Shanahan Sanitoa, ex velocista statunitense
- 26 luglio - Ivian Sarcos, modella venezuelana
- 26 luglio - Eemi Tervaportti, pallavolista finlandese
- 26 luglio - Julien Vermote, ciclista su strada belga
- 26 luglio - Marina Volnova, pugile kazaka
- 26 luglio - Wang Yang, ex calciatore cinese
- 26 luglio - Ryan Whalen, ex giocatore di football americano statunitense
- 27 luglio - Maya Ali, attrice pakistana
- 27 luglio - Mohamed Bangura, ex calciatore sierraleonese
- 27 luglio - Jhonnattann Benites da Conceição, calciatore brasiliano
- 27 luglio - Mike Brewster, giocatore di football americano statunitense
- 27 luglio - Maria Benedicta Chigbolu, velocista italiana
- 27 luglio - Henrik Dalsgaard, calciatore danese
- 27 luglio - Mattiyas Demircan, calciatore e giocatore di calcio a 5 svizzero
- 27 luglio - Georges Béaruné, calciatore francese
- 27 luglio - Cristian Gómez García, ex calciatore spagnolo
- 27 luglio - T.J. Graham, giocatore di football americano statunitense
- 27 luglio - Elfar Freyr Helgason, calciatore islandese
- 27 luglio - Franchel Ibara, ex calciatore congolese (Repubblica del Congo)
- 27 luglio - David Llanos, calciatore cileno
- 27 luglio - Gaia Mastrovincenzo, calciatrice italiana
- 27 luglio - Sony Nordé, calciatore haitiano
- 27 luglio - Savio Nsereko, calciatore e allenatore di calcio ugandese
- 27 luglio - Natalia Partyka, tennistavolista polacca
- 27 luglio - Francisco Souza dos Santos, calciatore brasiliano
- 27 luglio - Marcelo dos Santos Ferreira, calciatore brasiliano
- 28 luglio - Oleksandr Bondarenko, ex calciatore ucraino
- 28 luglio - Adrien Broner, pugile statunitense
- 28 luglio - Angelo Caloiaro, cestista statunitense
- 28 luglio - Eliana Cargnelutti, chitarrista e cantante italiana
- 28 luglio - Katharina Dürr, ex sciatrice alpina tedesca
- 28 luglio - Albin Ekdal, calciatore svedese
- 28 luglio - Aniss El Hriti, calciatore francese
- 28 luglio - Yūzo Iwakami, calciatore giapponese
- 28 luglio - Lasha K'asradze, calciatore georgiano
- 28 luglio - Aram Khalili, ex calciatore norvegese
- 28 luglio - Felipe Kitadai, judoka brasiliano
- 28 luglio - Andrea Lovotti, rugbista a 15 italiano
- 28 luglio - Alexandros Paschalakīs, calciatore greco
- 28 luglio - Veronica Signorini, triatleta italiana
- 28 luglio - Su Wei, cestista cinese
- 28 luglio - Ami Ōtaki, ex calciatrice giapponese
- 29 luglio - Kosovare Asllani, calciatrice svedese
- 29 luglio - Artis Ate, cestista lettone
- 29 luglio - Marlen Esparza, pugile statunitense
- 29 luglio - Julio Furch, calciatore argentino
- 29 luglio - James Hay, danzatore britannico
- 29 luglio - Anders Jæger, copilota di rally norvegese
- 29 luglio - Andrea Keszler, pattinatrice di short track ungherese
- 29 luglio - Atdhe Nuhiu, ex calciatore kosovaro
- 29 luglio - Marco Ravaioli, pilota motociclistico italiano
- 29 luglio - Jay Rodriguez, calciatore inglese
- 29 luglio - Genaro Snijders, ex calciatore olandese
- 29 luglio - Govert Viergever, canottiere olandese
- 29 luglio - Grit Šadeiko, multiplista estone
- 30 luglio - Jaime Alas, calciatore salvadoregno
- 30 luglio - Saša Borovnjak, cestista serbo
- 30 luglio - Jean-Christophe Coubronne, calciatore francese
- 30 luglio - Corinna Dentoni, tennista italiana
- 30 luglio - Aleix Espargaró, pilota motociclistico e ciclista spagnolo
- 30 luglio - Zoltán Horváth, calciatore ungherese
- 30 luglio - Mario Roberto Martínez, calciatore honduregno
- 30 luglio - Glenn Micallef, funzionario e politico maltese
- 30 luglio - Giacomo Panizza, ostacolista italiano
- 30 luglio - Luke Sikma, cestista statunitense
- 30 luglio - Matteo Tessari, ex hockeista su ghiaccio italiano
- 31 luglio - Loujain Alhathloul, attivista saudita
- 31 luglio - Viktoryja Azaranka, tennista bielorussa
- 31 luglio - Garikoitz Bravo, ex ciclista su strada spagnolo
- 31 luglio - Brandon Burton, giocatore di football americano statunitense
- 31 luglio - Alina F'odorova, multiplista ucraina
- 31 luglio - Vedran Jugović, calciatore croato
- 31 luglio - Ulrich Kapolongo, ex calciatore congolese (Repubblica del Congo)
- 31 luglio - Alexis Knapp, attrice e modella statunitense
- 31 luglio - Dániel Ligeti, lottatore ungherese
- 31 luglio - Tara Mueller, pallavolista statunitense
- 31 luglio - Genki Muro, doppiatore giapponese
- 31 luglio - Kevin Nemia, calciatore francese
- 31 luglio - Johanna Omolo, calciatore keniota
- 31 luglio - Marc Pedersen, allenatore di calcio e ex calciatore danese
- 31 luglio - Sofia Pernas, attrice e ex modella marocchina
- 31 luglio - Victor Sköld, calciatore svedese
- 31 luglio - Aljamain Sterling, artista marziale misto statunitense
- 31 luglio - Christoffer Sundgren, giocatore di curling svedese
- 31 luglio - Maurice Sutton, cestista statunitense
- 31 luglio - Jessica Williams, attrice e comica statunitense
- 31 luglio - Kaylon Williams, ex cestista statunitense
- 31 luglio - Marshall Williams, attore, modello e musicista canadese
- 31 luglio - Zelda Williams, attrice e regista statunitense